# Лакшозеро
Лакшозеро (Лакшезеро, Лакшъярви) — пресноводное озеро на территории Эссойльского сельского поселения Пряжинского района Республики Карелии.

## Общие сведения
Площадь озера — 1,3 км². Располагается на высоте 107,0 метров над уровнем моря.
Котловина ледникового происхождения.
Форма озера лопастная, продолговатая: оно более чем на два километра вытянуто с северо-запада на юго-восток. Берега несильно изрезанные, каменисто-песчаные, местами заболоченные.
Сток из Лакшозера осуществляется с двух сторон:
- из северо-западной оконечности вытекает река Сулгу, которая, протекая через озеро Подарви, меняет название на Подарви, после чего втекает в озеро Лахтанперя, которое через протоку соединяется с Сямозером;
- из юго-восточной оконечности вытекает протока без названия, впадающая в Сямозеро

Из Сямозера берёт начало река Сяпся, впадающая в Вагатозеро, через которое протекает река Шуя.
С севера в водоём впадает река Соуда, несущая воды Лангозера и Кивасозера и Совдозера.
Рыба: щука, плотва, лещ, налим, окунь, ёрш.
К юго-западу от водоёма располагается деревня Лахта, к которой подходит дорога местного значения 86К-277 («Кудама — Лахта»).
Код объекта в государственном водном реестре — 01040100111102000017105.

## Панорама

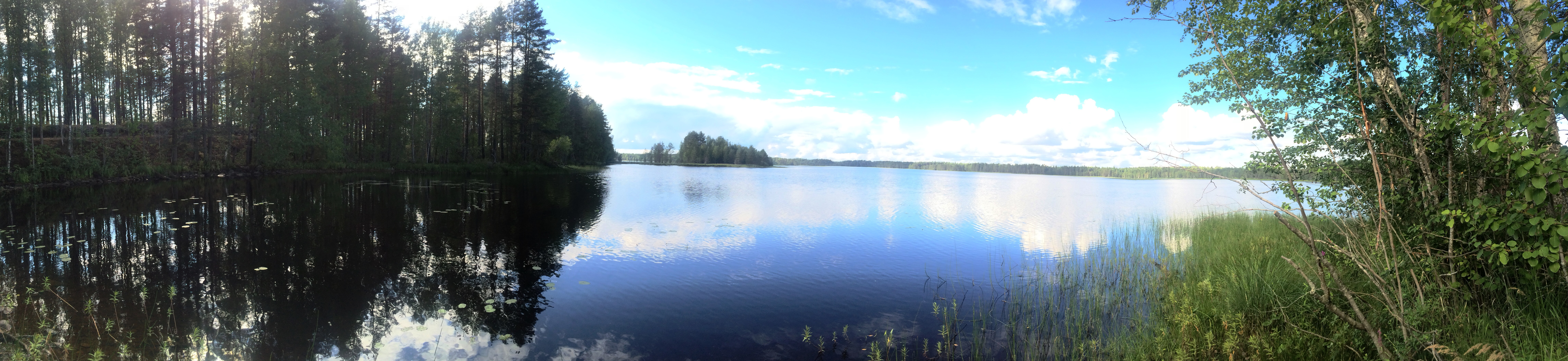
Панорама